# 多重度 (化学)
量子化学における多重度（たじゅうど、英: multiplicity）は、全スピン角運動量をSとしたとき、2S+1で定義される。
多重度は、スピン角運動量の向きのみが異なる複数の縮退した量子状態（波動関数）を区別するために使われている。
多重度は不対電子スピンの量の定量化で、フントの規則の結果である。
全スピン角運動量Sは、単純には不対電子の数を2で割ったものである。
全ての電子が対になっている場合はS = 0で、多重度は1である。この場合は一重項（singlet）と呼ばれる。分子が1個の不対電子を有している場合はS = 1/2で、多重度は2S + 1 = 2（二重項、doublet）である。不対電子が2個の場合は同様に三重項（triplet）と呼ばれる。